# Jacques Copeau
Jacques Copeau (Paris, 4 de fevereiro de 1879 - Beaune, 20 de outubro de 1949) foi um importante diretor, autor, dramaturgo e ator de teatro francês.
Fundador do importante r em Paris, Copeau torna-se crítico de teatro de vários jornais franceses, participando da criação da importante revista la Nouvelle Revue Française em 1908, junto com André Gide e Jean Schlumberger. Funda uma importante escola de atores junto ao seu teatro onde influencia uma grande geração de artistas franceses, através de seu treinamento para o ator. Albert Camus, outro importante homem de teatro, afirma que há duas formas de teatro na França no século XX «um antes de Copeau e outro depois de Copeau.».

## Herdeiros de Copeau
- Louis Jouvet
- Charles Dullin
- Jean Dasté
- André Barsacq

## Outras fontes
- Celebração do cinquentenário de sua morte, em francês